# Straßenbahn Wien Type D, D1, d (1899)
Die Type D war eine weitverbreitete Bauart kleiner Straßenbahnwagen aus der Anfangszeit der Wiener elektrischen Straßenbahn. Mit 300 Exemplaren waren sie die erste stückzahlmäßig bedeutende Baureihe in Wien. Aufgrund des Bedarfs an leichten Wagen wurden 1925 100 Stück in die Type D1 umgebaut, zugleich 179 Exemplare in Beiwagen der Typen d, d1 und d2.

## Type D
Die Reihe D wurde in den Jahren 1899 bis 1901 von der Bau- und Betriebgesellschaft für Straßenbahnen in Wien (BBG) beschafft, welche im Zuge der Kommunalisierung der städtischen Infrastruktur das Liniennetz der Wiener Tramwaygesellschaft (WT) übernahm und elektrifizierte. Um für das stetig wachsende Netz rasch genug Fahrzeuge zur Verfügung zu haben, wurde eine technisch und im Aussehen an die Vorgängertypen angelehnte Bauart beschafft. Insgesamt wurden 300 Exemplare der Type D durch die Ringhoffer-Werke, die Grazer Waggonfabrik und die Waggonfabrik Nesselsdorf geliefert. Der hölzerne Wagenkasten stützte sich, dem damaligen Stand des Fahrzeugbaus entsprechend, mittels Blattfedern auf ein separates eisernes Fahrgestell ab. Die elektrische Ausrüstung wurde den damaligen Gepflogenheiten entsprechend erst bei der Wiener Straßenbahn durch die Elektrofirmen eingebaut. Sie bestand aus einem Lyrabügel, zwei Fahrschaltern der Type BA der Union-Electrizitäts-Gesellschaft, den dazugehörigen Widerständen und zwei je 21 kW starken Motoren der Type D17/22 von Siemens. Gebremst wurde elektrisch und mittels der Handkurbelbremse. Der Wagenkasten besaß ein Laternendach, offene Plattformen und seitlich je zwei große Fenster mit einem kleineren Fenster dazwischen, später gab es auch Wagenkästen mit fünf je gleich großen Fenstern pro Seite. Der Innenraum bot 18 Personen auf Längsbänken Platz, es waren 15 Stehplätze zulässig. Das Leergewicht der Fahrzeuge betrug 9400 kg.
Die D waren auf allen Strecken des Wiener Straßenbahnnetzes eingesetzt, erwiesen sich jedoch bald als den Anforderungen nicht mehr entsprechend. Technisch bewährten sie sich, der zu geringe Fassungsraum schränkte das Einsatzgebiet der Fahrzeuge jedoch zunehmend ein. Der Einsatz der Typen K (ab 1912) und L (ab 1918) machte viele D überflüssig. Ab 1920 wurden Überlegungen angestellt, das massive eiserne Fahrgestell durch eine leichtere Konstruktion zu ersetzen, die Versuche mündeten in den Umbau zur Reihe D1 und in Beiwagen der Typen d–d2 (siehe unten). Die verbliebenen 72 D-Triebwagen standen noch bis 1931 in Verkehr und wurden sodann bis 1938 (bis auf drei Stück, welche nach Graz verkauft wurden) allesamt ausgeschieden und verschrottet.

### Verbleib
Aus aufgefundenen Teilen eines Fahrgestells und des Wagenkastens des Beiwagens d1 5110 rekonstruierte das Wiener Straßenbahnmuseum gemeinsam mit der Museumstramway Mariazell den D 244 (Graz 1900) unter großem Aufwand in einen annähernden Urzustand.
Die Museumstramway besitzt weiters den Wagen Nr. 299 (Ringhoffer 1900), welcher aus dem späteren „Salzbeiwagen“ sz1 7165 (früher Beiwagen d2) und einem den D entsprechenden Fahrgestell des Grazer Triebwagens 86 ebenfalls aufwändig in den Ursprungszustand rekonstruiert wurde.

### Bilder

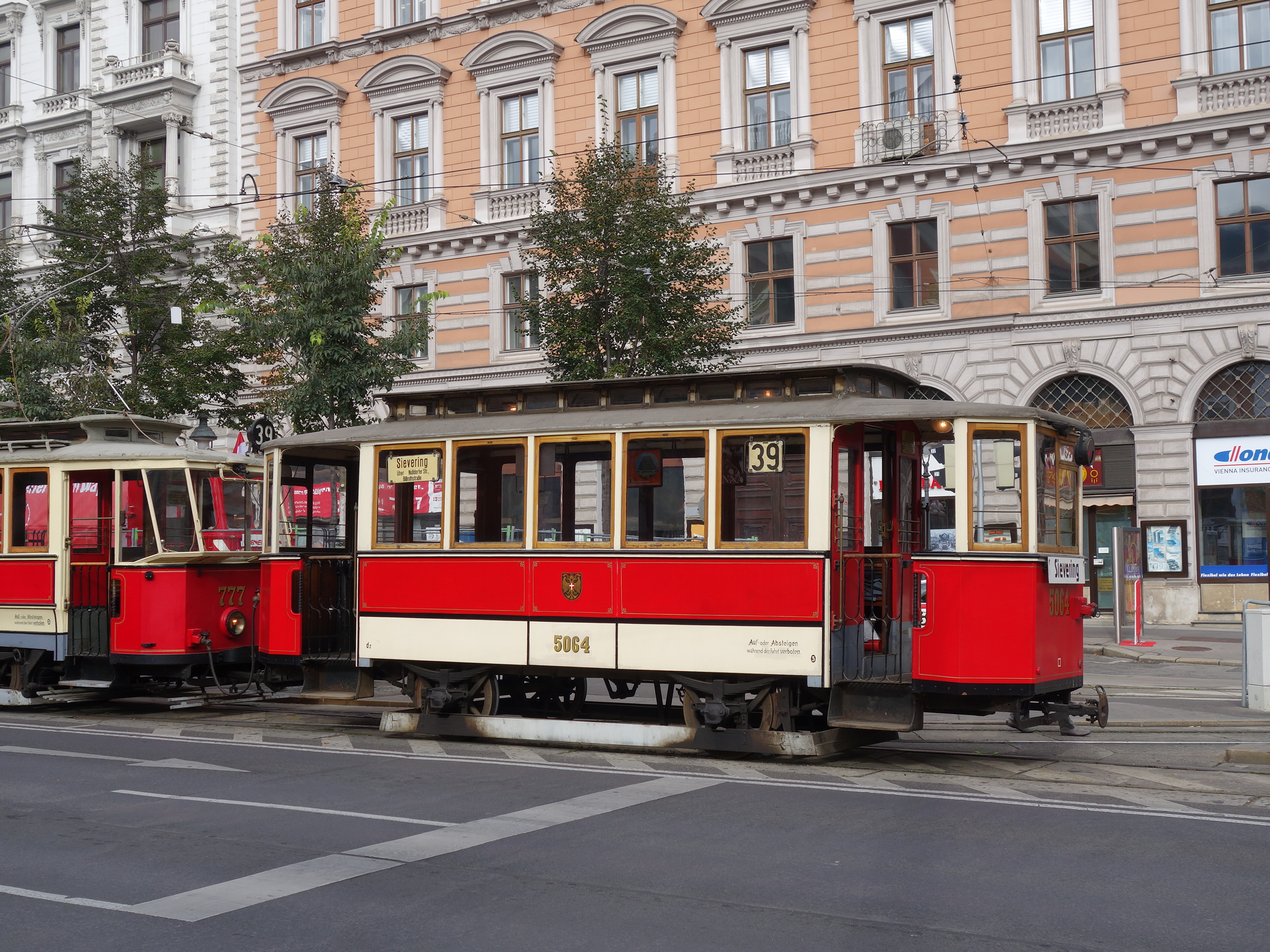
Beiwagen d_{2} 5064 (2015)
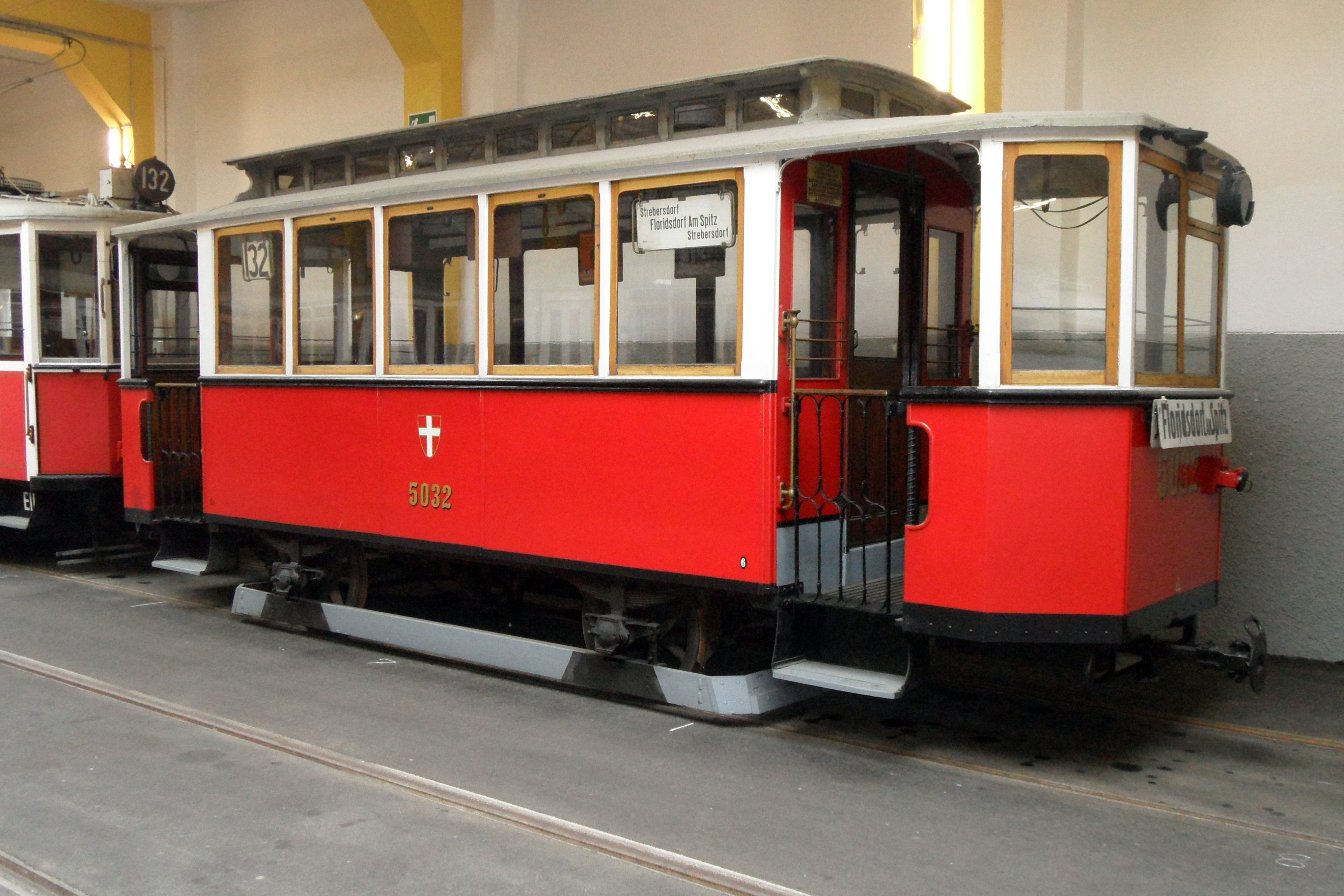
Beiwagen d_{2} 5032 im Wiener Straßenbahnmuseum
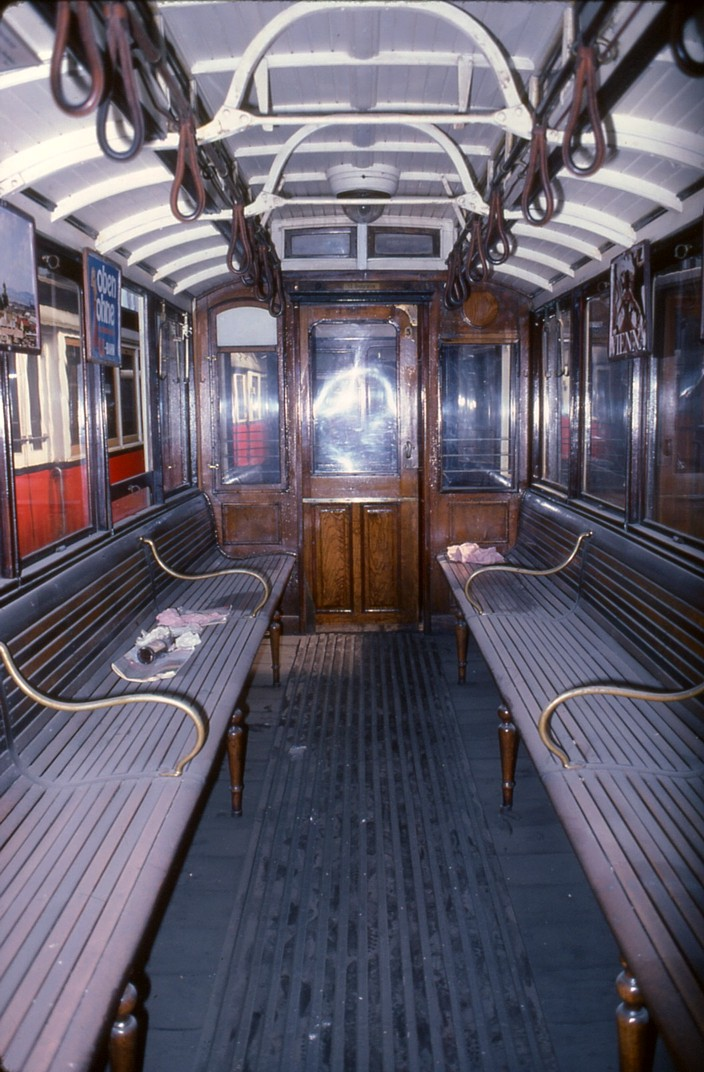
Innenraum des d_{2} 5062, gleich den Triebwagen D_{1}
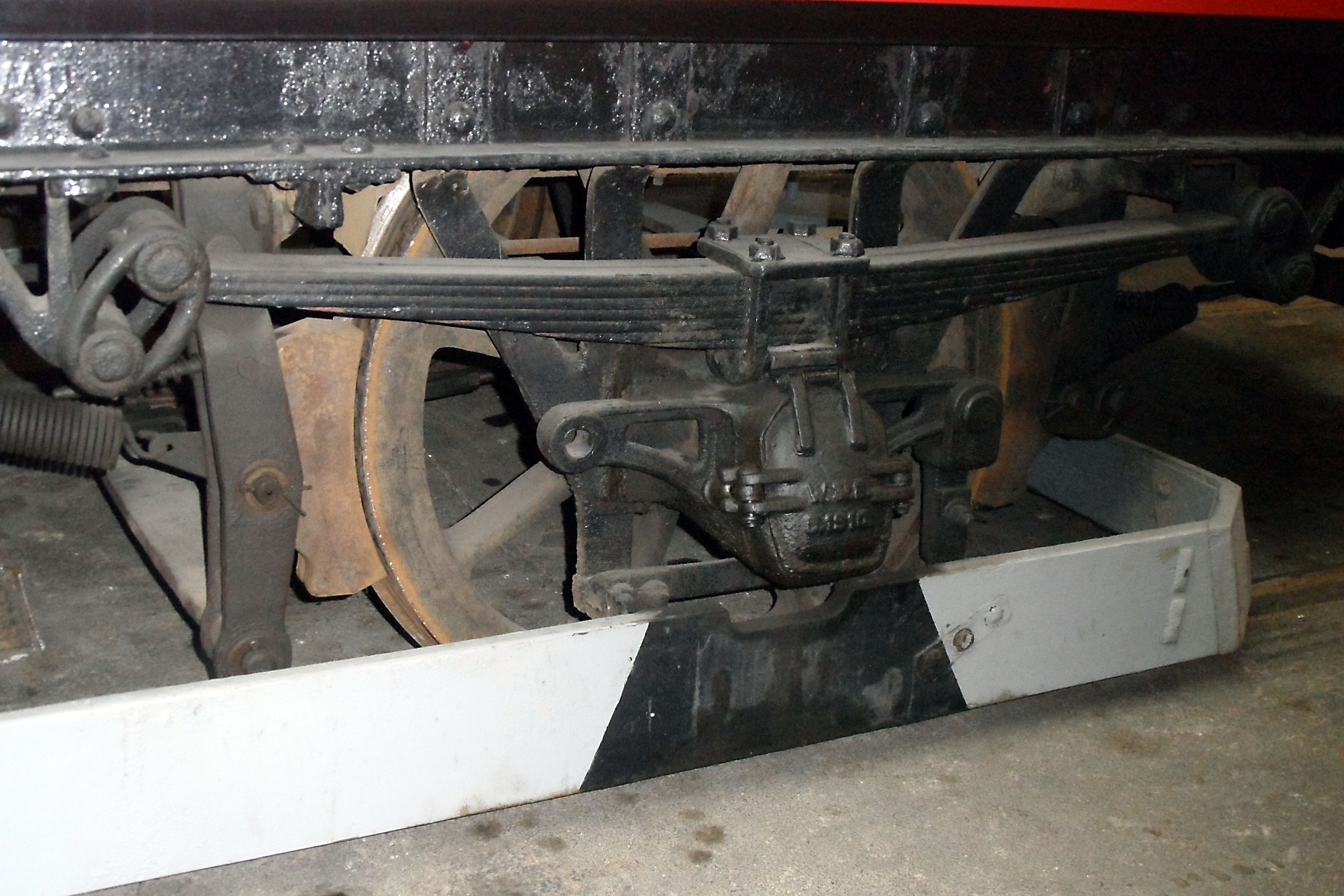
Freie Lenkachsen und Schutzhölzer am d_{2} 5032

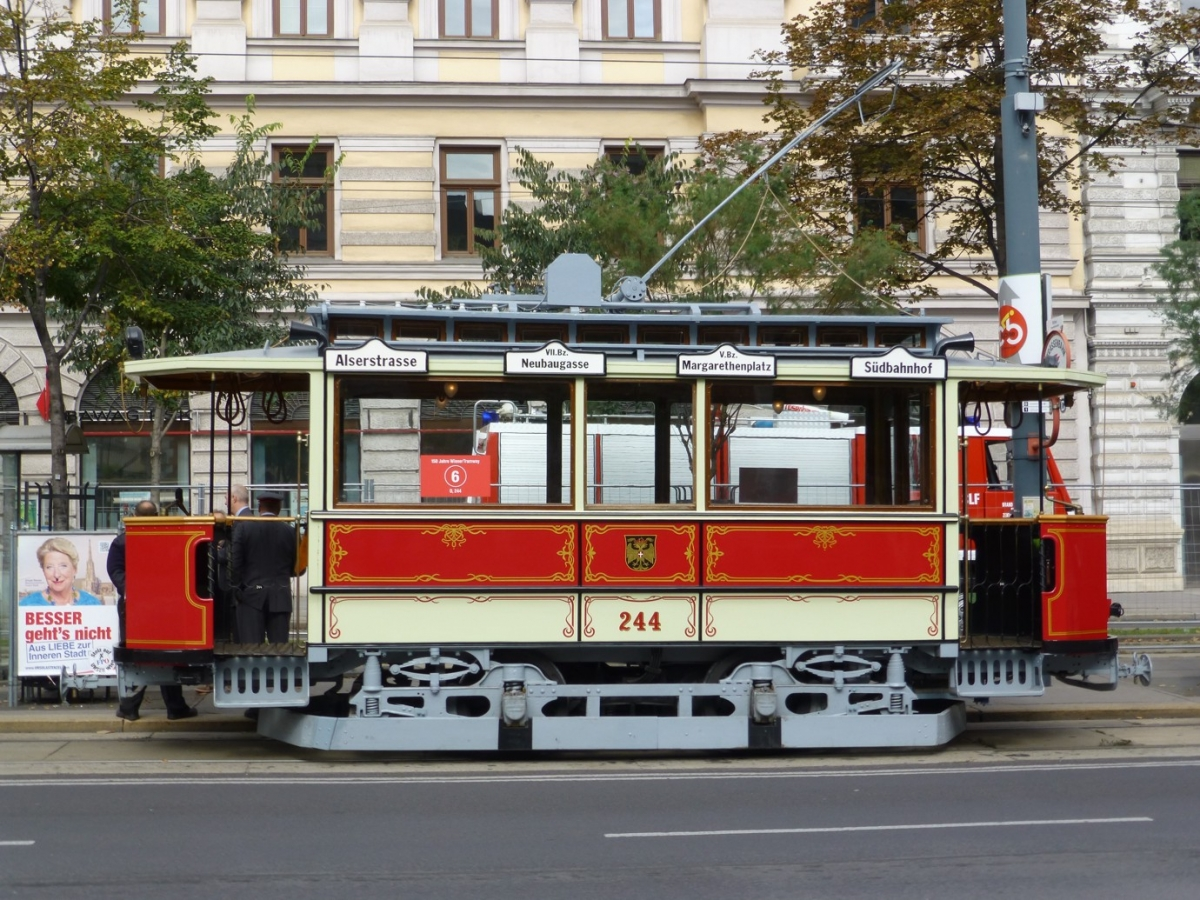
Seitenansicht D 244
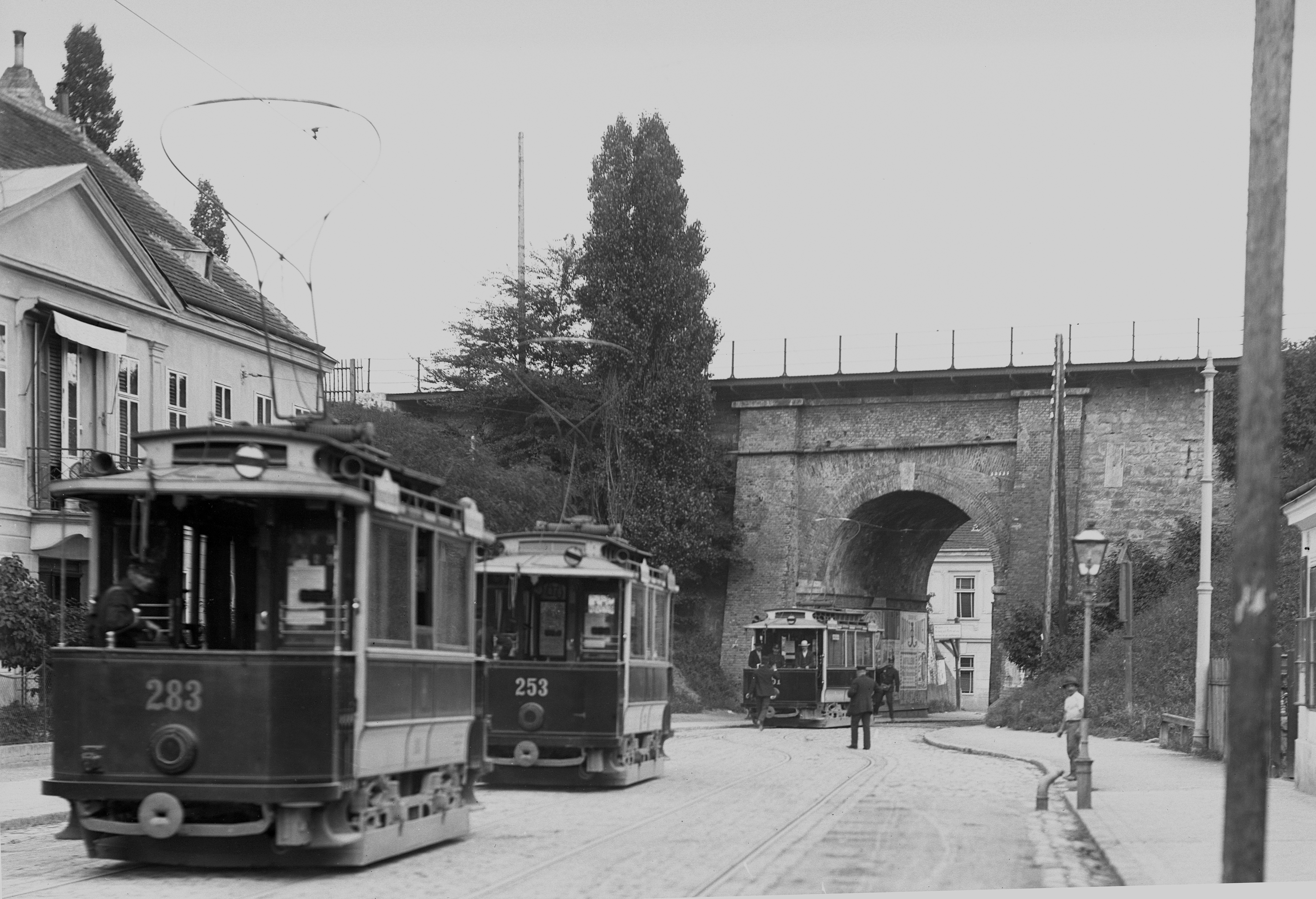
Solo fahrende D-Triebwagen auf der heutigen Linie 62 bei der Südbahn-Unterführung in der Hetzendorfer Straße (ca. 1905)
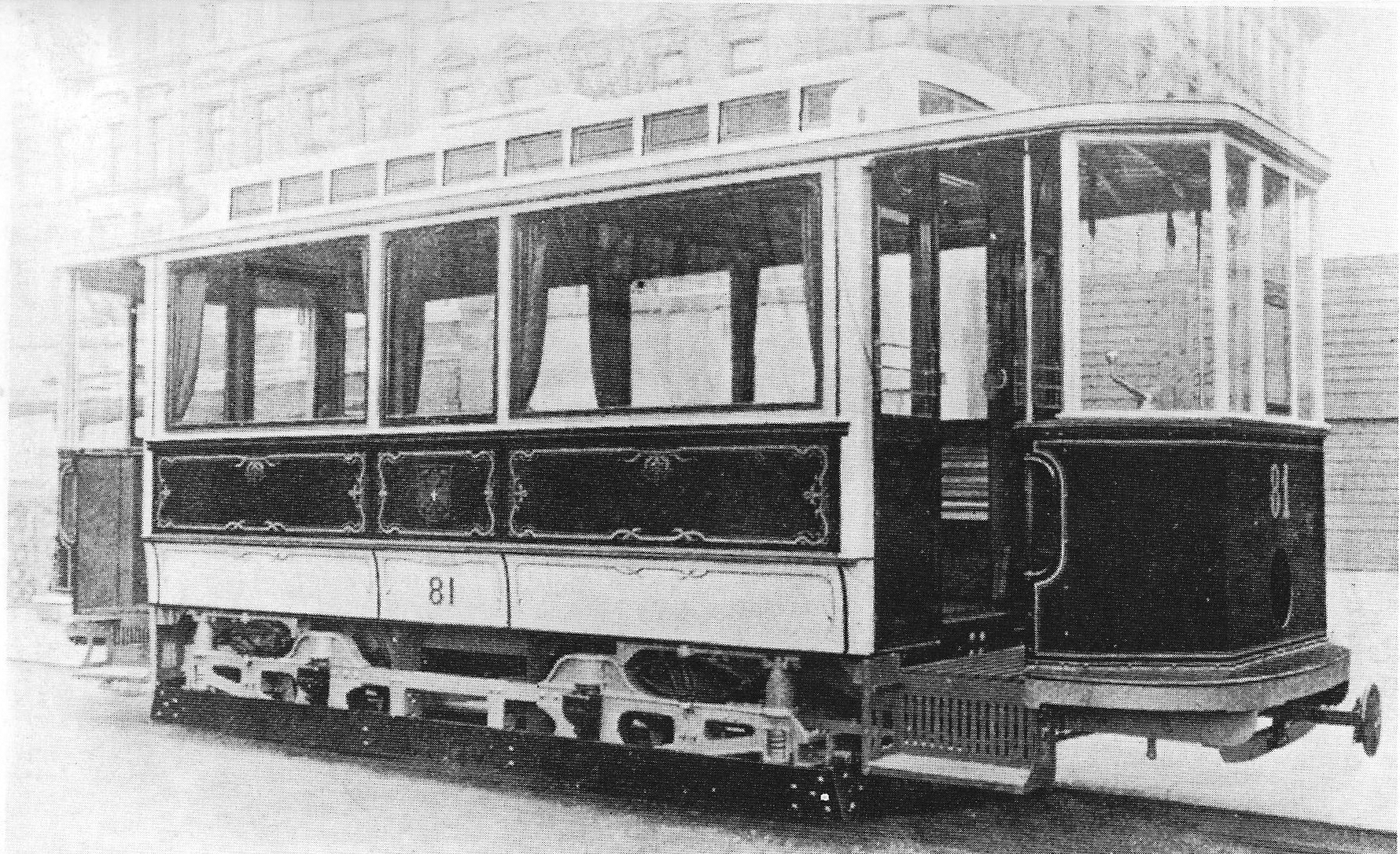
D 181 mit einer versuchsweisen Verglasung der Plattform (um 1900)
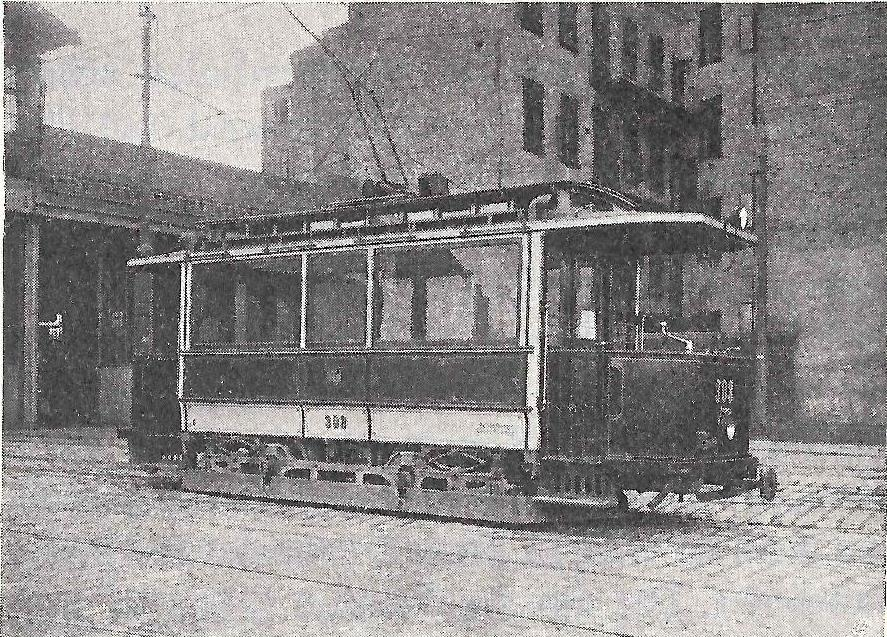
D 308 (1903)
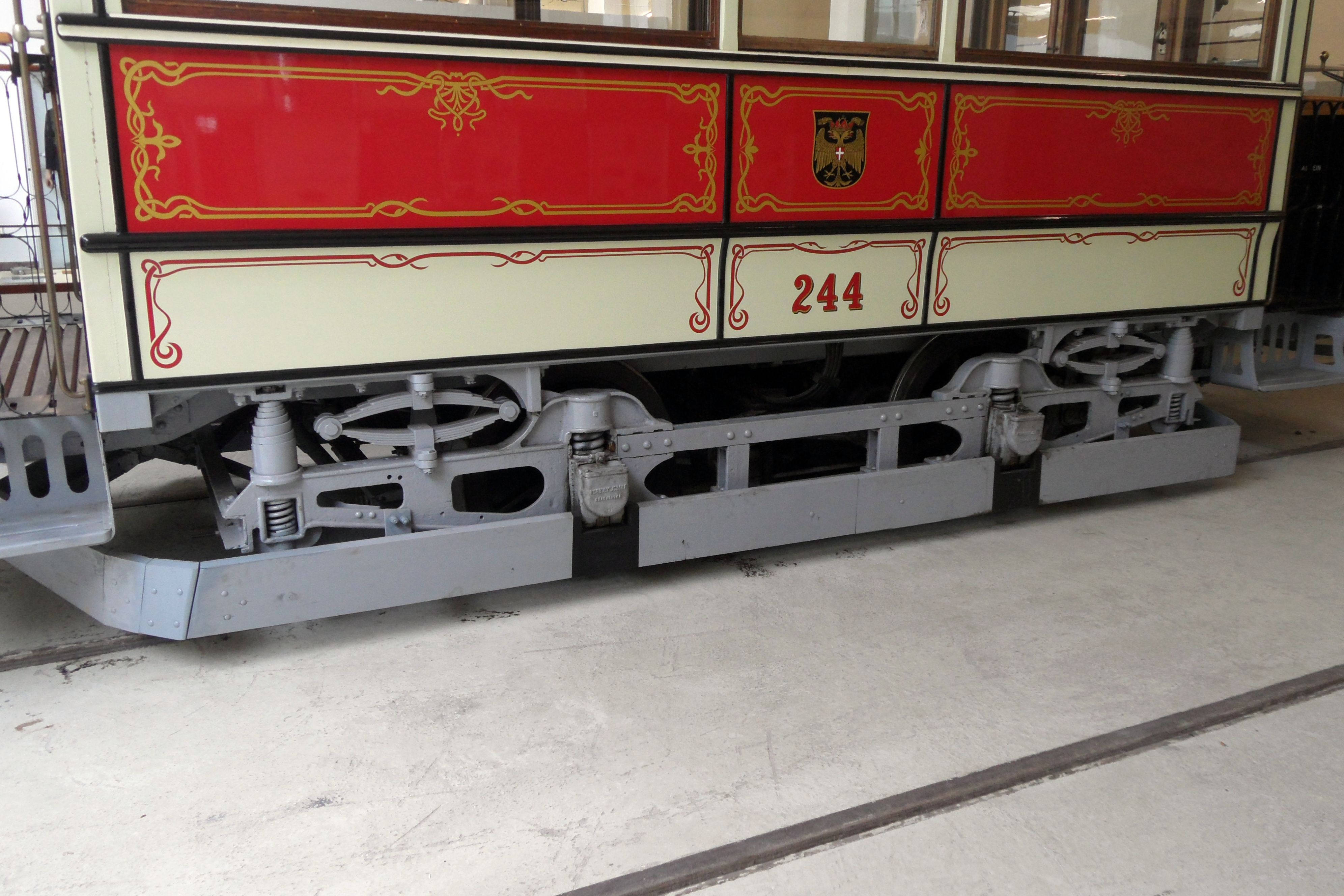
Rekonstruiertes Fahrgestell des D 244 mit elliptischen Blattfedern
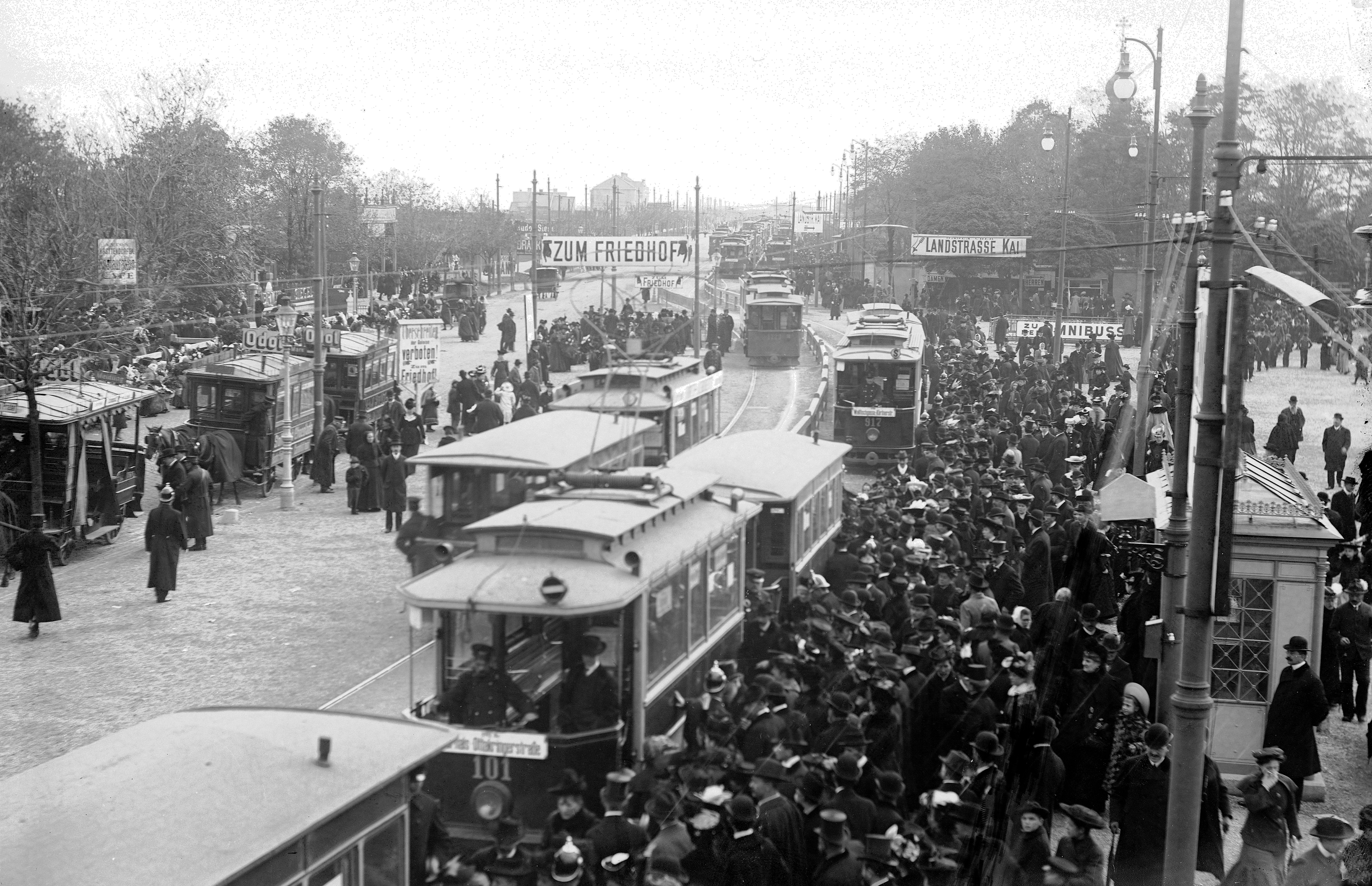
D-Triebwagen mit Beiwagen im Allerheiligenverkehr am Zentralfriedhof (1905)
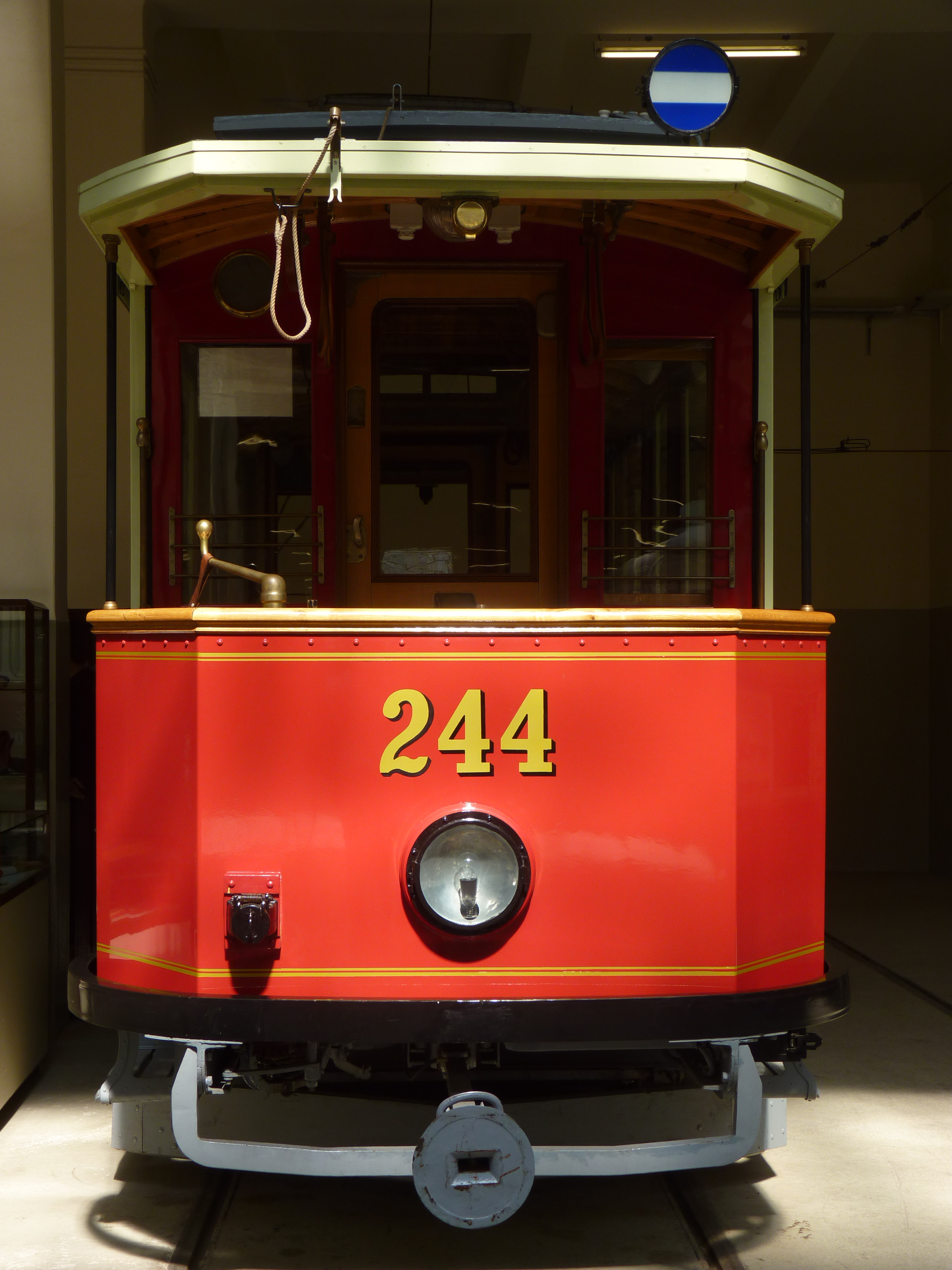
Front des D 244

## Type D1
Trotz zahlreicher größerer Fahrzeuge bestand weiterhin Bedarf an kleinen und vor allem leichten Triebwagen, die den Verkehr über Brücken mit Gewichtsbeschränkung – vor allem der altersschwachen ersten Reichsbrücke – führen sollten.
Nach Versuchen in den Jahren 1920 und 1924 wurden ab dem Folgejahr schließlich 100 Triebwagen durch die Simmeringer Waggonfabrik in Fahrzeuge der Type D1 umgebaut. Der Umbau umfasste die Entfernung des eisernen Fahrgestells und Ersatz durch Lenkachsen, die Achslagerführungen und Blattfedern wurden nun direkt am eisernen Längsträger des Wagenkastens montiert. Der Achsstand wurde für einen ruhigeren Lauf auf 2400 mm vergrößert. Die offenen Plattformen wurden verglast und erhielten einen markanten Vorbau, damit der Wendekreis der Handbremskurbel unbeeinflusst blieb. Die elektrische Ausrüstung blieb unverändert, das Gewicht der Wagen verringerte sich auf 8800 kg.
Nach Inbetriebnahme der Type M beschränkte sich das Einsatzgebiet der D1 fast ausschließlich auf die Linien über die alte Reichsbrücke, vor allem im Bäderverkehr zum Gänsehäufel wurden die Triebwagen eingesetzt. Nach Eröffnung der zweiten Reichsbrücke 1937 wurden die Triebwagen abgestellt und kamen 1939/40 nur mehr aushilfsweise auf den Linien 45 und 51 zum Einsatz. Von den 100 Triebwagen der Reihe D1 wurden bis 1940 die Hälfte zu Schneepflügen umgebaut, weitere Exemplare wurden nach Lodz (9 Stück 1941), an die Badener Straßenbahn (8 Stück 1942) und die Grazer Straßenbahn (5 Stück 1944) abgeben.

### Baden bei Wien
Bei der Badener Straßenbahn waren die ehemaligen Wiener D1 Triebwagen auf der Linie nach Bad Vöslau eingesetzt, in den ersten Nachkriegstagen befuhren sie auch die Überlandstrecke der Wiener Lokalbahn bis Guntramsdorf unter Gleichstrom. Nach dem Krieg erhielten die weiterhin mit ihren Wiener Nummern verkehrenden Wagen statt dem Lyrabügel einen Scherenstromabnehmer. Mit der Einstellung der „Vöslauer Elektrischen“ im Februar 1951 wurden die Triebwagen abgestellt.

### Verbleib
Der ehemalige D1 Nr. 314 wurde von den WLB in einen dieselelektrischen GEBUS-Hilfstriebwagen umgebaut und als solcher noch bis in die 1970er Jahre eingesetzt. Er gelangte anschließend an das Wiener Straßenbahnmuseum, welches das Fahrzeug wieder in den Zustand der 1920er Jahre zurückversetzte. Er ist im Verkehrsmuseum Remise ausgestellt.

### Bilder

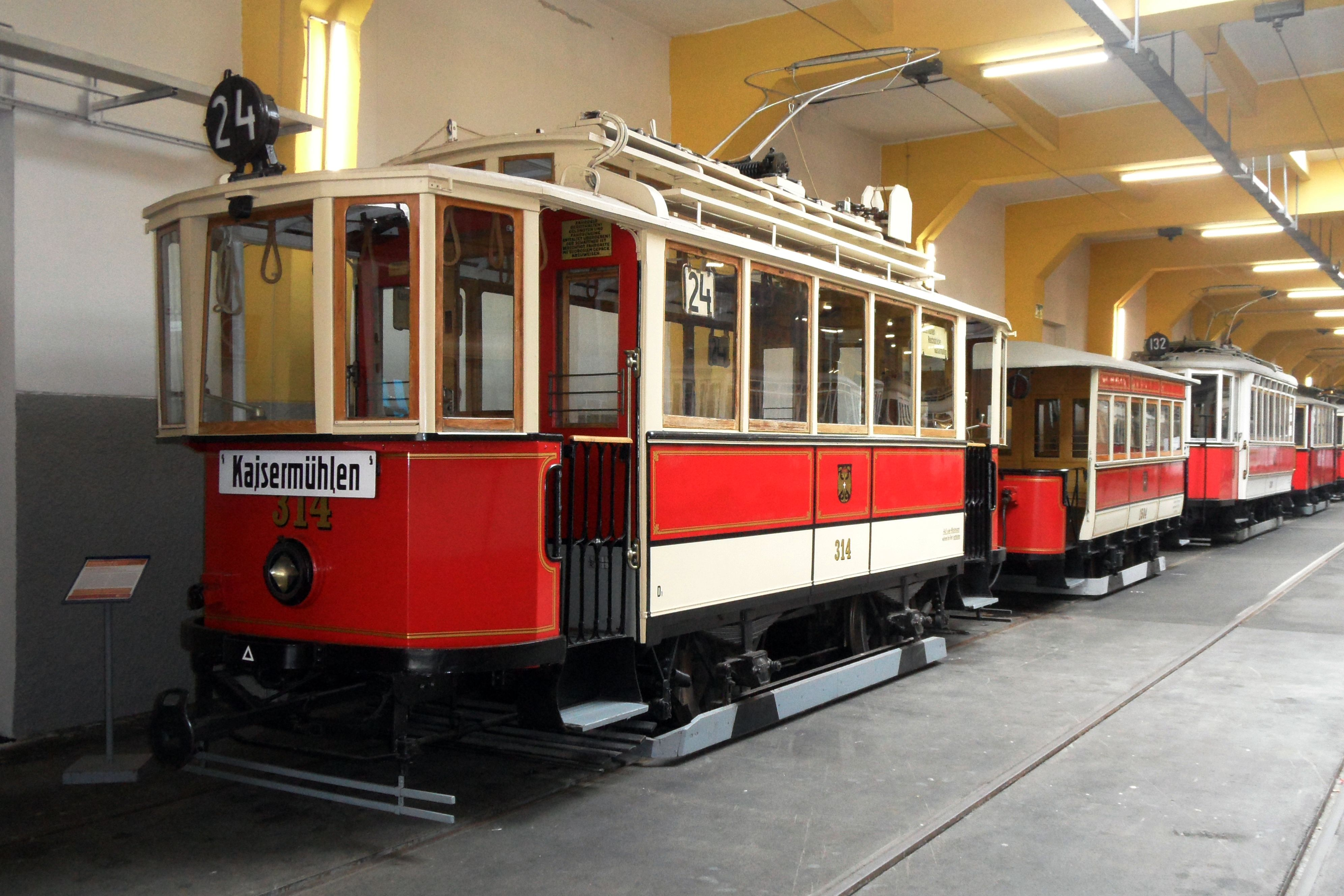
D1 314 im Zustand der 1920er Jahre
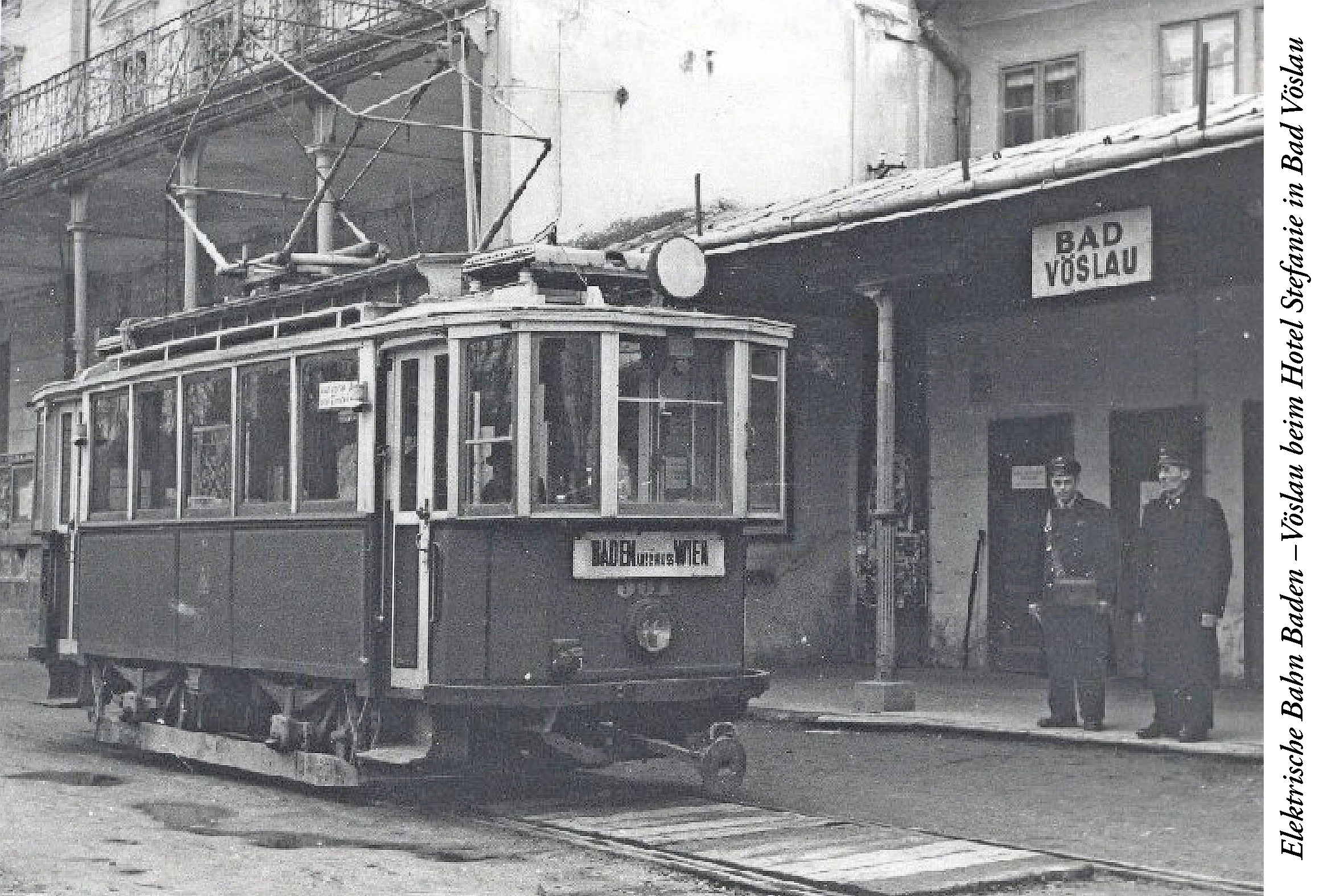
D1 381 in seiner letzten Betriebszeit bei der Straßenbahn Baden (ca. 1950)
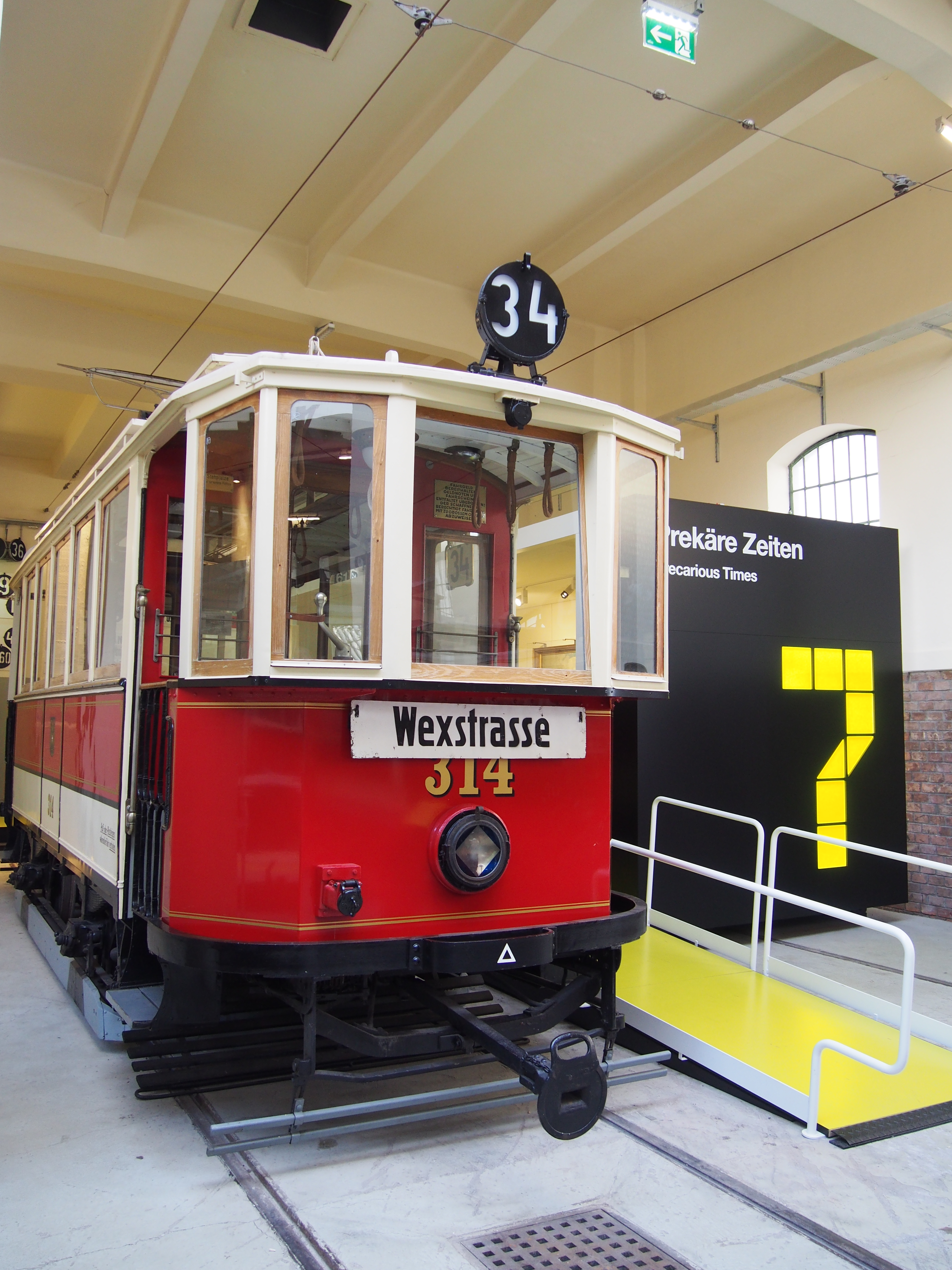
Der restaurierte D1 314 im Verkehrsmuseum Remise

## Beiwagen Type d, d1und d2
In den Jahren 1922/23 wurden erstmals drei D-Triebwagen versuchsweise zu Beiwagen der Reihen d und d1 umgebaut, denen schließlich ab 1924 weitere 176 Stück als Reihe d2 nach Muster der Triebwagen D1 folgen sollten. Die letzten Vertreter dieser Reihe blieben bis 1961 im Stand und wurden dann zu Arbeitswagen (z. B. Salzbeiwagen Type sz für den Winterdienst) umgebaut. Heute sind noch fünf Beiwagen der Reihe d2 museal vorhanden, davon drei in Wien, einer bei der Museumstramway Mariazell und einer im Hannoverschen Straßenbahn-Museum.

### Bilder
- Beiwagen d2 5064 (2015)
- Beiwagen d2 5032 im Wiener Straßenbahnmuseum
- Innenraum des d2 5062, gleich den Triebwagen D1
- Freie Lenkachsen und Schutzhölzer am d2 5032

## Typenbezeichnungen
Die Typenbezeichnungen D und D1 wurden später wieder verwendet. Nach einem Neubeginn der Zählung ab 1945 erhielten die ersten Wiener Gelenktriebwagen die Bezeichnungen D (Nr. 4301) und D1 (Nr. 4302–4316). Für ihre Niederflurfahrzeuge begannen die Wiener Linien mit den Typenbezeichnungen erneut bei A. Nunmehr (2022) steht die Bezeichnung D für die Triebwagen Alstom Flexity Wien.